# Neoscona jinghongensis
Neoscona jinghongensis là một loài nhện trong họ Araneidae.
Loài này thuộc chi Neoscona. Neoscona jinghongensis được miêu tả năm 1990 bởi Chang-Min Yin et al..